# Initiative populaire « pour une meilleure assurance-maladie »
L'initiative populaire « pour une meilleure assurance-maladie » est une initiative populaire fédérale suisse, rejetée par le peuple et les cantons le 8 décembre 1974.

## Contenu
L'initiative demande la modification de l'article 34bis et 34quinquies de la Constitution fédérale pour créer une assurance maladie obligatoire, une assurance maternité et une assurance accident, obligatoire pour tous les travailleurs au moins. Elle prévoit également de rendre obligatoire l'assurance de la perte de gain.
Le texte complet de l'initiative peut être consulté sur le site de la Chancellerie fédérale.

## Déroulement

### Contexte historique
En Suisse, l'assurance-maladie et accidents est la plus ancienne assurance sociale au niveau fédéral ; en effet, l'article constitutionnel 34bis qui définit cette assurance existe depuis 1890. La loi d'application de cette mesure, quant à elle, date du 13 juin 1911 et, après un premier refus populaire le 20 mai 1900, a été approuvée en votation le 4 février 1912 ; elle n'a pas, jusqu'à cette proposition, subit de changements importants : elle définit une assurance-maladie individuelle, facultative et subventionnée et une assurance contre les accidents professionnels obligatoire pour les travailleurs, dont les frais sont partagés entre les employeurs et les salariés.
Bien qu'elle ne soit pas obligatoire, l'assurance maladie voit son succès aller en grandissant au fil des années : de 14 % de la population en 1915, le taux de personnes assurées passe à 48 % en 1945 et à 89 % en 1970. Sur le plan des prestations, ce sont les frais médico-pharmaceutiques qui augmentent fortement, faisant plus que doubler entre 1960 et 1970 par exemple.
À partir de 1970, les demandes de révisions de la loi sur l'assurance-maladie et l'assurance accidents se multiplient au Parlement : passage à une assurance obligatoire, création d'une assurance-maternité et d'une assurance familiale, le financement spécial des frais hospitaliers, révision du financement et des prestations sont autant de sujets qui sont demandés par les députés.
Afin de faire le point sur ce sujet, le Conseil fédéral nomme, en février 1969, une commission de 50 membres ; celle-ci rend son rapport le 18 avril 1972 dans lequel elle préconise la création d'une assurance hospitalisation obligatoire, détachée de l'assurance maladie et financée par un relèvement des cotisations sociales ; cette proposition sera ultérieurement connue sous le nom de « modèle de Flims ». Sa publication provoque un vif débat duquel surgissent trois autres propositions (appelées « Modèle 1972 », « Modèle de Soleure » et « Modèle Grütli »).

### Récolte des signatures et dépôt de l'initiative
La récolte des 50 000 signatures nécessaires a débuté le 2 novembre 1969. Le 3 mars de l'année suivante, l'initiative a été déposée à la chancellerie fédérale qui l'a déclarée valide le 14 avril.
Selon la loi, cette initiative aurait dû être traitée avant la fin du mois de mars 1973. Cependant, devant la complexité du débat et la diversité des propositions, les chambres fédérales décident, comme la loi leur permet, de prolonger le délai d'une année afin de pouvoir prendre en compte toutes les propositions. L'un des effets de cette prolongation a été la possibilité donnée à la commission fédérale d'étudier cette initiative et d'en tenir compte dans ses travaux.

### Discussions et recommandations des autorités
Le parlement et le Conseil fédéral recommandent tous deux le rejet de cette initiative. Dans son message adressé à l'assemblée, le Conseil fédéral reconnait que l'« extension de l'assurance-maladie et accidents est un problème important et urgent ». Toutefois, selon lui, la solution d'une assurance des soins obligatoire et financée uniquement par des cotisations prélevée selon le revenu comme proposé par l'initiative n'est pas la meilleure : diminution de la responsabilité individuelle, extension trop importante du principe de solidarité et perte de l'autonomie financière des caisses-maladie sont autant d'éléments négatifs mis en avant.
En revanche, le gouvernement propose un contre-projet direct à cette initiative également sous la forme d'une modification de l'article 34bis qui définit les principes d'une assurance-maladie, maternité et accidents tout en laissant une grande liberté législative pour sa mise en place. La définition constitutionnelle prévoit une assurance-maladie facultative et restreinte aux traitements hospitaliers et ou coûteux, une assurance pour perte de salaire ainsi qu'une assurance accidents pour les travailleurs. Cette assurance resterait principalement à la charge du contributeur avec une participation de l'entreprise et une aide de la Confédération au besoin.

### Votation
Soumise à la votation le 8 décembre 1974, l'initiative est refusée par la totalité des 19 6/2 cantons et 70,2 % des suffrages exprimés. Le tableau ci-dessous détaille les résultats par cantons :
Le contre-projet du gouvernement est également rejeté, mais par 18 6/2 cantons (tous sauf le canton de Schaffhouse) et seulement par 61,4 % des suffrages exprimés. Le tableau ci-dessous détaille les résultats par cantons pour ce contre-projet :

## Effets
Immédiatement après ce double refus populaire, plusieurs parlementaires demandent une révision de la loi sur l'assurance-maladie ; sur cette base, le Conseil fédéral va former une nouvelle commission chargée de préparer une révision partielle de cette loi. Cette dernière rendra son rapport le 5 juillet 1977, rapport utilisé par le Conseil fédéral pour établir une proposition de loi qu'il présente le 19 août 1981 et qui, selon ses auteurs « se limite aux modifications considérées comme particulièrement urgentes » en élargissant le cercle des bénéficiaires, en étendant partiellement les prestations et en rendant obligatoire l'assurance perte de gain.